# Epitolina
Epitolina là một chi bướm ngày thuộc họ Lycaenidae.